# Роверето (Кремона)
Роверето је насеље у Италији у округу Кремона, региону Ломбардија.
Према процени из 2011. у насељу је живело 383 становника. Насеље се налази на надморској висини од 68 м.